# Hydropsyche supersonica
Hydropsyche supersonica là một loài Trichoptera trong họ Hydropsychidae. Chúng phân bố ở miền Cổ bắc.